# Puebla de Lillo
Puebla de Lillo (leóni nyelven La Puebla de Lillu) település Spanyolországban, León tartományban. Lakosainak száma 654 fő (2024).

## Földrajza
Puebla de Lillo Maraña, Acebedo, Crémenes, Reyero, Boñar, Valdelugueros, Aller és Casu községekkel határos.

## Népesség
A település lakosságának változását az alábbi diagram mutatja:
| Lakosok száma | 720  | 696  | 724  | 691  | 704  | 694  | 693  | 681  | 666  | 654  |
|               | 2001 | 2004 | 2007 | 2009 | 2012 | 2014 | 2017 | 2019 | 2022 | 2024 |